# Attapsenius
Attapsenius (лат.) — род жуков-ощупников, единственный в составе трибы Attapseniini из семейства стафилинид. Мирмекофилы. 2 вида. Неотропика.

## Распространение
Южная Америка: Аргентина и Бразилия.

## Описание
Мирмекофилы, ассоциированные с муравьями-листорезами Atta sexdens. Мелкие красноватые или коричневатые жуки. Усики и щупики длинные и булавовидные. Род был впервые выделен в 1933 году германо-аргентинским энтомологом и археологом Карлосом Брухом (Carlos Bruch, Franz Karl Bruch; 1869—1943) на основании типового вида Attapsenius chernosvitovi Bruch, 1933 из Аргентины. Таксон Attapsenius выделен в монотипическую трибу Attapseniini в составе надтрибы Pselaphitae.
- Attapsenius chernosvitovi Bruch, 1933[5]
- Attapsenius eidmanni Reichensperger, 1936[6]